# مطار بر يهودا
مطار بر يهودا هو مطار إسرائيلي صغير جداً، يقع بالقرب من متسادا وطل على البحر الميت. بني في 1963.

## التاريخ
1963